# Christopher Golden
 (octobre 2018).
Si vous disposez d'ouvrages ou d'articles de référence ou si vous connaissez des sites web de qualité traitant du thème abordé ici, merci de compléter l'article en donnant les références utiles à sa vérifiabilité et en les liant à la section « Notes et références ».
Pour les articles homonymes, voir Golden.
Œuvres principales
- Série Les Voyages de Jack London

Christopher Golden, né le 15 juillet 1967 dans le Massachusetts aux États-Unis, est un auteur américain.

## Biographie
Christopher Golden est diplômé de l'université Tufts. Ses thèmes favoris sont l'horreur, la fantasy, et les thrillers. Mais il a aussi écrit des comics et des scénarios de jeux vidéo, et a coécrit la série animée online Ghosts of Albion, avec l'actrice Amber Benson, connue notamment pour son rôle dans la série Buffy contre les vampires dont Christopher avait tiré plusieurs romans.

## Œuvres

### SérieLes Voyages de Jack London
Cette série est coécrite avec Tim Lebbon.
1. Sauvage, Castelmore, 2012 ((en) The Wild, 2011)
2. (en) The Sea Wolves, 2012

### SérieUncharted
- Le Quatrième Labyrinthe, Milady, 2016 ((en) The Fourth Labyrinth, 2011)

### UniversStar Wars
- Les Ombres de l'Empire, Pocket Junior n° J271, 1997 ((en) Shadows of the Empire, 1995)

### SérieBuffy contre les vampires
(la numérotation correspond aux numéros des volumes dans la série)
1. La Pluie d'Halloween, Fleuve noir, Buffy n° 2, 1999 ((en) Halloween Rain, 1997)Écrit avec Nancy Holder. Réédité en 2000 par Pocket Junior n° J642
2. La Piste des guerriers, Fleuve Noir, Buffy n° 5, 1999 ((en) Blooded, 1998)Écrit avec Nancy Holder. Réédité en 2001 par Pocket Junior n° J697
3. La Chasse sauvage, Fleuve Noir, Buffy n° 9, 2000 ((en) Child of the Hunt, 1998)Écrit avec Nancy Holder. Réédité en 2002 par Pocket Junior n° J894
  - HS. Immortelle, Fleuve Noir, Buffy HS, 2000 ((en) Immortal, 1999)Écrit avec Nancy Holder.

- Trilogie de la porte interdite
  1.  Loin de Sunnydale, Fleuve Noir, Buffy n° 13, 2000 ((en) Out of the Mad House, 1999)Écrit avec Nancy Holder.
  2. Le Royaume du mal, Fleuve Noir, Buffy n° 14, 2000 ((en) Ghost Roads, 1999)Écrit avec Nancy Holder.
  3. Les Fils de l'entropie, Fleuve Noir, Buffy n° 15, 2000 ((en) Sons of Entropy, 1999)Écrit avec Nancy Holder.

1. Les Fautes du père, Fleuve Noir, Buffy n° 19, 2001 ((en) Sins of the Father, 1999)Écrit avec Nancy Holder.
  - HS. Spike et Dru, petits massacres entre vampires, Fleuve Noir, Buffy HS, 2002 ((en) Pretty Maids All in a Row, 2000)Écrit avec Nancy Holder.

- La Tueuse perdue
  1.  Prophéties, Fleuve Noir, Buffy n° 25, 2002 ((en) Prophecies, 2001)
  2. Les Temps maudits, Fleuve Noir, Buffy n° 26, 2002 ((en) Dark Times, 2001)
  3. Le Roi des morts, Fleuve Noir, Buffy n° 27, 2002 ((en) King of the Dead, 2001)
  4. Bienvenue en enfer, Fleuve Noir, Buffy n° 28, 2002 ((en) Original Sins, 2001)

1. Journal de bord d'un loup-garou, Fleuve Noir, Buffy n° 38, 2003 ((en) Oz into the Wild, 2002)
2. La Paix des braves, Fleuve Noir, Buffy n° 39, 2003 ((en) The Wisdom of War, 2002)

- L'Île aux monstres

1. L'Île aux monstres (tome 1), Fleuve Noir, Buffy n° 40, 2004 ((en) Monster Island, 2003)Écrit avec Thomas E. Sniegoski.
2. L'Île aux monstres (tome 2), Fleuve Noir, Buffy n° 41, 2004 ((en) Monster Island, 2003)Écrit avec Thomas E. Sniegoski.

### UniversAlien

#### SérieHors des ombres
1. Alien, le Fleuve de la douleur, Huginn Muninn, 2018 ((en) River of Pain, 2014)

### SérieAngel
1. Cadeau surprise in Solstice d'enfer - 1, Fleuve Noir, Angel n° 19, 2004 ((en) I Still Believe, 2002)

### SériePeter Octavian
1. Des saints et des ombres, Pocket coll. « Terreur » no 9150, 1995 ((en) Of Saints and Shadows, 1994)
2. Des anges et des démons, Pocket coll. « Terreur » no 9264, 2001 ((en) Angel Souls and Devil Hearts, 1995)
3. Vampires et Martyrs, Pocket coll. « Terreur » no 9249, 2002 ((en) Of Masques and Martyrs, 1998)
4. (en) The Gathering Dark, 2003
5. (en) Waking Nightmares, 2011
6. (en) The Graves of Saints, 2013

### SérieMénagerie
Une équipe composée d'une princesse elfe, d'un fantôme, d'un semi-démon, d'un changeforme, d'une vampire et d'un gobelin, dirigée par sir Arthur Conan Doyle lui-même, « sorcier et alchimiste », défend l'humanité contre des menaces surnaturelles. Non traduit en français à ce jour.
1. (en) The Nimble Man, 2004Écrit avec Thomas E. Sniegoski.
2. (en) Tears of the Furies, 2005Écrit avec Thomas E. Sniegoski.
3. (en) Stones Unturned, 2006Écrit avec Thomas E. Sniegoski.
4. (en) Crashing Paradise, 2007Écrit avec Thomas E. Sniegoski.

### SérieFille du cimetière
Cette série est coécrite avec Charlaine Harris.
1. Les Imposteurs, J'ai lu, 2014 ((en) The Pretender, 2014)
2. (en) Inheritance, 2015

### SérieBen Walker
1. (en) Ararat, 2017Prix Bram-Stoker du meilleur roman 2017
2. (en) The Pandora Room, 2019
3. (en) Red Hands, 2020

### Romans indépendants
- Hellboy : L'Armée maudite, Bragelonne, collection L'ombre, 2007 ((en) The Lost Army, 1997)En collaboration avec Mike Mignola
- La Passerelle, Fleuve noir, Thriller fantastique n° 9257, 2004 ((en) Strangewood, 1999)
- Le Passeur, Fleuve Noir, Thriller fantastique n° 9292, 2003 ((en) The Ferryman, 2001)
- King Kong, J'ai lu, Science-fiction n° 7911, 2005 ((en) King Kong, 2005)Novelisation
- Snowblind, Bragelonne, 2014 ((en) Snowblind, 2014)
- (en) Tin Men, 2015
- (en) Dead Ringers, 2015
- (en) Indigo, 2017Écrit avec Kelley Armstrong, Charlaine Harris, Tim Lebbon, Jonathan Maberry, Seanan McGuire, James A. Moore (en), Mark Morris, Cherie Priest et Kat Richardson (en).
- Le Sang des Quatre, Bragelonne, 2018 ((en) Blood of the Four, 2018)Écrit avec Tim Lebbon.
- (en) Road of Bones, 2022
- (en) Festival, 2022Écrit avec Tim Lebbon.
- (en) All Hallows, 2023
- (en) The House of Last Resort, 2024
- (en) The Night Birds, 2025

### Scenarios de films
- 2019 : Hellboy de Neil Marshall
- 2024 : Hellboy: The Crooked Man de Brian Taylor